# Snopoušovy
Snopoušovy (německy Schnapautzen) jsou vesnice, část obce Dolní Lukavice v okrese Plzeň-jih v Plzeňském kraji. Nachází se asi tři kilometry na severovýchod od Dolní Lukavice. Je zde evidováno 53 adres. V roce 2011 zde trvale žilo 98 obyvatel. Snopoušovy jsou také název katastrálního území o rozloze 4,24 km². Další názvy: Snopúše, Šnapoušov.

## Poloha
Jádro vesnice je kolem trojúhelníkového návsí, další část je ve svahu a podél silnice. Celá vesnice se nachází v údolí řeky Úhlavy v nadmořské výšce 350 metrů.

## Historie
První písemná zmínka o vesnici pochází z roku 1239,kdy majitel – pomucký klášter, ji vyměnil s kladrubským klášterem za dvě vsi. Neví se, jakým způsobem klášter o ves přišel. V 14. století se zde vyskytoval už zemanský rod, který zde vystavěl dvě tvrze. V roce 1373 na jedné žil Kundrát, na druhé Martin. V roce 1395 tu byl Ctibor a jeho bratr Ježek, který se psal "ze Snopoušova". V 15. století v době husitských válek se tady usadil jistý Dobeš z Čečovic, který v roce 1463 prodal ves bratrům Janovi a Otíkovi z Borku. Jan byl uváděn jako Jan starší Snopovský z Borku. Otíkův syn Jan mladší odkoupil i druhou tvrz, rozmnožil svůj statek a předal ho synovi Petrovi. Petr Snopovský ho prodal na začátku 16. století Janovi Mejtolárovi, od kterého ho koupil Humprecht Markvart z Hrádku na Řenčích a krátce ho připojil k řenečskému statku. Po smrti jej odkázal synovi Jáchymovi Markvartovi a ten ho v roce 1573 odkázal své matce Anně z Drahenic. Po smrti matky přešly statky na jeho sestry Kateřinu a Annu, která měla za manžela Dětleba Koce z Dobrše. Jejich syn Jan Adam Koc z Dobrše se ujal svého statku a bydlel na jedné z tvrzí. Jeho děti své dědictví v roce 1603 prodaly Jáchymovi Ladislavovi Loubskému z Lub, který měl tvrz v Renčích. Dne 12. července 1623 prodal statek Dolní Lukavici paní Ludmile Žakavcové rozené z Kokořova.
Od roku 1794 vlastnil panství Dolní Lukavice, včetně vesnice Snopoušovy, Hugo D. E. Schönborn, jehož rod jej vlastnil až do 20. století. V roce 1895 k panství Dolní Lukavice spojené s Příchovicemi patřilo patnáct hospodářských dvorů, které obhospodařovávaly 2 125 hektarů polí, 517 hektarů luk, 31 hektarů zahrad a 484 hektarů pastvin.

## Obyvatelstvo
| Rok            | 1869 | 1880 | 1890 | 1900 | 1910 | 1921 | 1930 | 1950 | 1961 | 1970 | 1980 | 1991 | 2001 | 2011 | 2021 |
| -------------- | ---- | ---- | ---- | ---- | ---- | ---- | ---- | ---- | ---- | ---- | ---- | ---- | ---- | ---- | ---- |
| Počet obyvatel | 253  | 249  | 245  | 234  | 235  | 262  | 206  | 164  | 164  | 132  | 123  | 83   | 74   | 98   | 121  |
| Počet domů     | 37   | 37   | 37   | 38   | 40   | 41   | 41   | 42   | 68   | 37   | 36   | 35   | 38   | 44   | 48   |

## Obecní správa
Při sčítání lidu v letech 1850–1963 Snopoušovy byly samostatnou obcí v okrese Přeštice. Od roku 1964 jsou částí obce Dolní Lukavice v okrese Plzeň-jih.

## Pamětihodnosti

### Kaplička
Ve vesnici stojí pozdně barokní kaple z první poloviny devatenáctého století. Má stanovou střechu zakončenou zvoničkou. Kaple je celodřevěná srubová stavba čtvercového půdorysu. Původně stěny a střecha byla krytá šindelem. V roce 1924 byla přesunuta na nynější stanoviště v důsledku výstavby nové silnice. Kaple byla opravována v roce 1960 a roku 1972 proběhla celková rekonstrukce. Kaple má novou rámovou konstrukci s oboustranným bedněním, stanová střecha byla pokryta bobrovkami. Zvonička byla postavena z trámků, střecha oplechována. Ve zvoničce je zvon na který se zvonilo až do roku 1971.

### Dvůr
V Snopoušovech se nacházel barokní dvůr, který měl obdélnou trojkřídlou dispozici, čelní stranu uzavírala zeď s branou. Je zachycen na indikačních mapách prvního vojenského mapování s rybníkem. Dvůr byl modernizován a přestavěn ve druhé polovině 19. století. Fasády staveb včetně stodoly měly vpadlá pole s kosočtverečnými větracími okny. Ve chlévech byly nové klenby zastropeny do železných nosníků, které byly podpírané litinovými sloupky. Dvůr vyhořel v roce 2012.